# Laurel & Hardy Museum
Das Laurel & Hardy Museum ist ein Museum in privater Trägerschaft in Solingen, es zeigt Exponate des Komikerduos Laurel & Hardy.

## Geschichte
Die Museumsgründer Wolfgang und Vera Günther begannen aus Liebe zum amerikanischen Slapstick der Stummfilm- und frühen Tonfilmzeit eine private Sammlung von Exponaten des Komikerduos. Ab etwa 1990 betrieben sie in einer zweiten Wohnung an ihrem ehemaligen Wohnsitz in der Bismarckstraße in Solingen das Museum. Als ihnen 2001 sowohl die Räumlichkeiten ihrer Wohnung, als auch des Museums gekündigt wurden, wurden die Exponate zunächst verpackt und konnten nicht ausgestellt werden. Räume, die der Familie zunächst von der Stadt Solingen angeboten wurden, waren entweder ungeeignet oder finanziell nicht tragbar. 2003 wurden dann von der Stadt Solingen die Räume im denkmalgeschützten Walder Kotten zur Verfügung gestellt. Auf etwa 60 m² wurde das Museum in seiner heutigen Form durch die Schauspielerin aus der frühen Tonfilmzeit, Jean Darling, wieder eröffnet.  Es ist am letzten Wochenende jeden Monats geöffnet.

## Sammlung

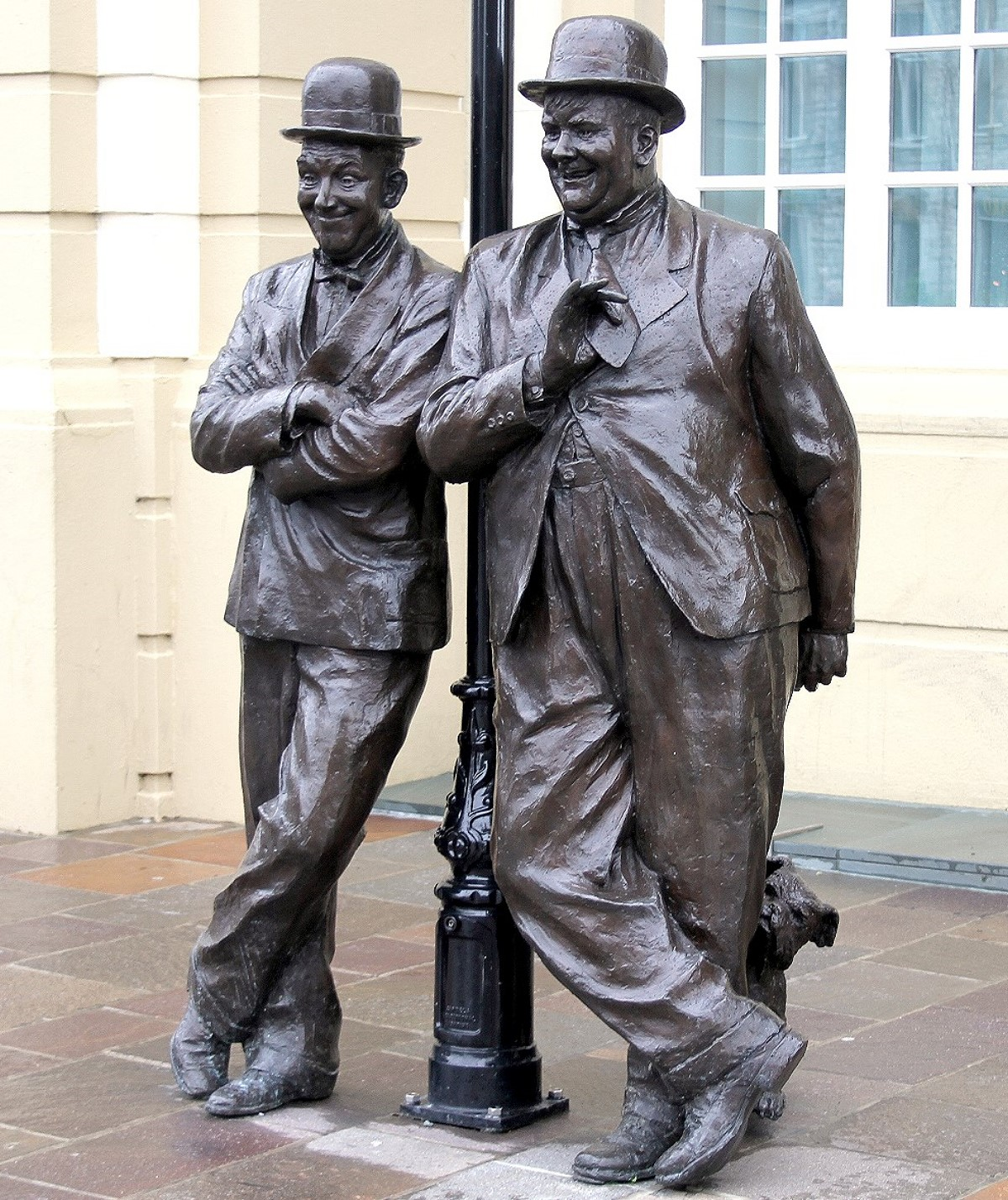
Statue von Laurel & Hardy, Ulverston, England

Zu den Exponaten zählen neben Filmplakaten, Fotos, Büchern, Figuren, Zeitungsausschnitten und Drehbuchkopien auch einige Raritäten. Hierzu gehören Schecks von Stan Laurel aus den 1920er Jahren, einige Meter Originalfilm im 35-mm-Format, ein Exemplar der einzigen Schallplatte, die Stan und Olli aufgenommen haben, Autogrammkarten und eine limitierte US-Spieluhr mit der Erkennungsmelodie ihrer Streifen.
Die für die Betreiber wertvollsten Exponate sind die Original-Kinofilme von Laurel & Hardy, die im Museum zur Aufführung kommen. Das Museum ist nach eigenen Angaben der einzige Ort, an dem Original-Kinofilme des Komikerduos aufgeführt werden.
Weltweit gibt es noch zwei weitere vergleichbare Museen der verstorbenen Schauspieler: an Stan Laurels Geburtsort in Ulverston (England) und an Hardys Geburtsort in Harlem (Georgia).

## Belege
1. ↑  Schluss mit lustig: "Dick und Doof"-Museum muss schließen. In: spiegel.de. 10. August 2001, abgerufen am 11. Juli 2024.
2. ↑  Das Hemd von „Dick“ und die Hose von „Doof“. In: Solinger Tageblatt. 24. September 2014, archiviert vom Original am 29. September 2015; abgerufen am 11. Juli 2024.
3. 1 2  Solingen: Laurel & Hardys Herzen schlagen im Walder Kotten. In: solinger-bote.de. 28. Juli 2015, archiviert vom Original am 30. September 2015; abgerufen am 11. Juli 2024.
4. 1 2  Ein Museum in Solingen erinnert an Stan Laurel und Oliver Hardy, die nicht nur Dick und Doof waren: Die Meister der ungesagten Worte. In: berliner-zeitung.de. 23. Februar 2005, abgerufen am 11. Juli 2024.

Koordinaten: 51° 10′ 50″ N, 7° 2′ 34,9″ O